# Tridenchthonius donaldi
Tridenchthonius donaldi es una especie de arácnido del orden Pseudoscorpionida de la familia Tridenchthoniidae.

## Distribución geográfica
Se encuentra en Trinidad y Tobago.